# Fernando Echávarri
Fernando Echávarri (Santander, 13 de agosto de 1972) é um velejador espanhol, campeão olímpico.

## Carreira
Echávarri velejou pela primeira vez em um ketch de 38 pés aos oito anos de idade e logo se juntou à escola de vela local. Ele consagrou-se campeão olímpico ao vencer a série de regatas da classe Tornado nos Jogos Olímpicos de Verão de 2008 em Pequim ao lado de Antón Paz. Com o mesmo parceiro, participou da edição anterior, de 2004, em Atenas, finalizando em oitavo lugar.